# Iekaterina Gàmova
Iekaterina Aleksàndrovna Gàmova (en rus: Екатери́на Алекса́ндровна Га́мова) (Txeliàbinsk, Rússia, 17 d'octubre de 1980), és una jugadora russa de voleibol.
Amb una alçada de 2,02 metres, és una de les esportistes més altes del món. Va fer el seu debut en el seleccionat rus el 1999.
Membre de la selecció nacional femenina i guanyadora de la medalla d'or en el campionat mundial femení de voleibol el Japó (2006 i 2010) i medalles de plata en els jocs olímpics de Sydney el 2000 i el 2004 a Atenes.

## Dades
- Alçada: 2.02 m
- Posició: Outside hitter/Opposite
- Pes: 75 kg (165 lbs)
- Mesura del Calçat: 49

## Premis
- 1999 – BCV Volleymasters 5o Lloc
- 1999 – World Grand Prix Medalla d'Or
- 1999 – Campionat Mundial Junior Medalla d'Or
- 2004 – Millor Jugador
- 2006 – Campionat Mundial Medalla d'Or
- 2010 – Campionat Mundial Medalla d'Or i Millor jugadora del Campionat.